# Mermaiding

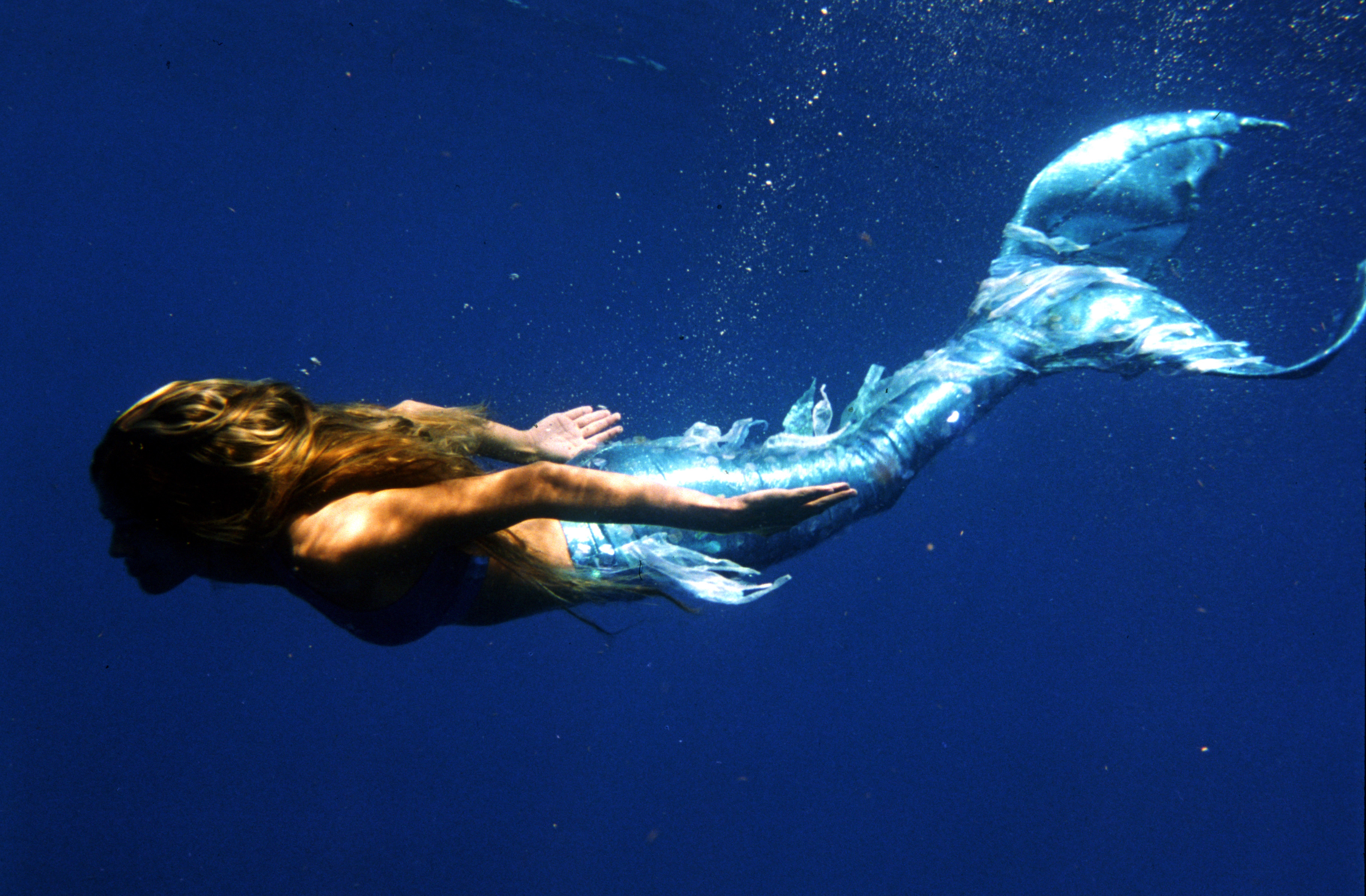
Die amerikanische Apnoetaucherin und Model Mehgan Heaney-Grier beim Mermaiding

Mermaiding ist eine Schwimmsportart bei der man sich in einem entsprechenden Kostüm mit einer Monoflosse (mit oder ohne Stoffbezug) in wellenförmigen Bewegungen wie eine Meerjungfrau im Wasser fortbewegt. Der Schwimmstil ähnelt dem Flossenschwimmen und dem Delfin-Stil.
Weltweit gibt es mittlerweile Frauen und Männer, die als „professionelle Meerjungfrauen und Meermänner“ als Entertainer oder Unterwassermodels arbeiten.
Das Phänomen des Mermaiding ist vor allem in den Vereinigten Staaten und in Asien verbreitet, wo regelmäßige Veranstaltungen und Wettbewerbe Teil der Kultur dieser Länder geworden sind. Außerhalb dieser Gebiete ist das Mermaiding ebenfalls präsent, aber bei der Mehrheit der Bevölkerung nicht bekannt.
Wie es in kleinen Subkulturen wie dem Mermaiding üblich ist, ist der Kontakt zu anderen Meerjungfrauen und -männern nicht organisiert und hängt meist davon ab, dass man die richtigen Leute per Zufall kennenlernt oder Teil von unzähligen verschiedenen Facebook-Gruppen ist. Es ist ein Umstand, der es schwierig macht, als Neuling in die Welt des Mermaidings einzusteigen und diese Leidenschaft wirklich auszuleben.

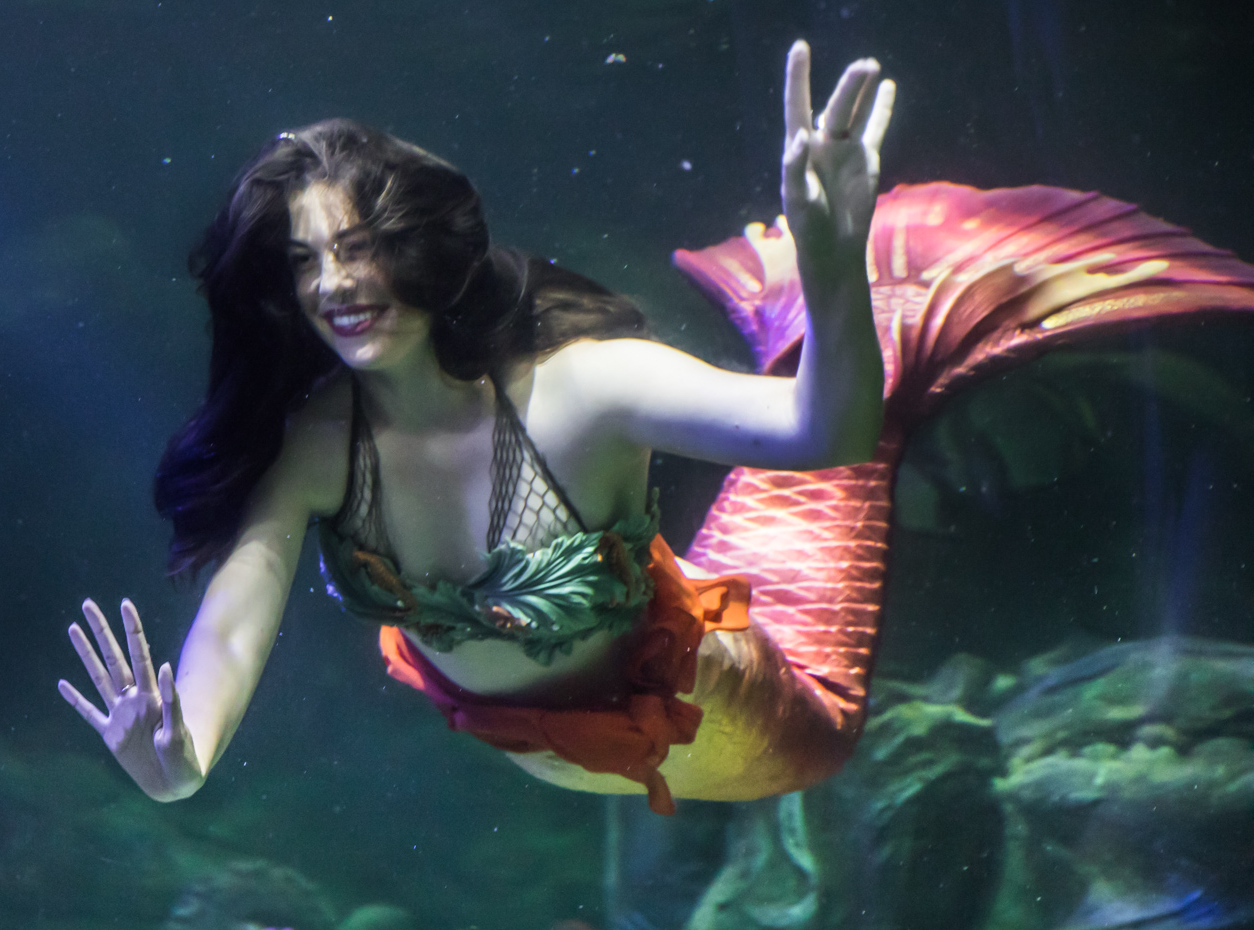
Mermaiding-Model.

Die erste Internet-Plattform, die versucht hat, einen zentralen virtuellen Raum für Meerjungfrauen zu bieten, um sich online zu vernetzen, ist „The MerNetwork“. Aufgrund der Probleme, die mit Internet-Foren einhergehen (insbesondere Bot-Aktivitäten und die Tatsache, dass Internet-Foren selbst in Bezug auf die Verwaltung und Aktivierung der Mitglieder-Online-Konten begrenzt sind), wird diese jedoch von der Mehrheit der Meerjungfrauen und -männer kaum mehr aktiv genutzt.
Im Jahr 2022 wurde mit der Internet-Plattform „MerMapp“ eine Alternative geschaffen: Sie will der One-Stop-Shop für Meerjungfrauen auf der ganzen Welt sein und verbindet alles und jeden, der mit Meerjungfrauen zu tun hat, in einer Online-Plattform.
Eine besonders hilfreiche Funktion zur Vernetzung der Community ist eine Karte – der „MerLocator“ – auf der jede Person, die sich auf der Plattform registriert hat, markiert ist, so dass es einfach ist, einander zu finden und miteinander in Kontakt zu treten. Außerdem zeigt diese Karte „Meerjungfrauen-freundliche“ Schwimmbäder und Schwimmorte an. Dies ist wichtig, da das Schwimmen mit der Meerjungfrauenschwanzflosse nicht in allen Schwimmbädern erlaubt ist. In vielen öffentlichen Schwimmbädern muss man sich zum Beispiel erst erkundigen, ob man seine Meerjungfrauenschwanzflosse mitbringen darf oder ob dies aus Sicherheitsgründen grundsätzlich nicht erlaubt ist. Initiativen, die das Meerjungfrauenschwimmen zu einem offiziell anerkannten Sport machen wollen, wollen dazu beitragen, diese Probleme zu lösen.
Schließlich dient MerMapp auch als Dienstleistungsbörse, in der sich Fachleute, die im Bereich Mermaiding oder angrenzenden Bereichen tätig sind (z. B. Unterwasserfotografen/Videographen, Leistungstrainer, Meerfrauenschwanz- und Schmuckdesigner, Freitauchtrainer usw.) oder nach einer Karrieremöglichkeit suchen, leicht vernetzen und sich gegenseitig finden können.

## Bekannte Mermaid-Darsteller

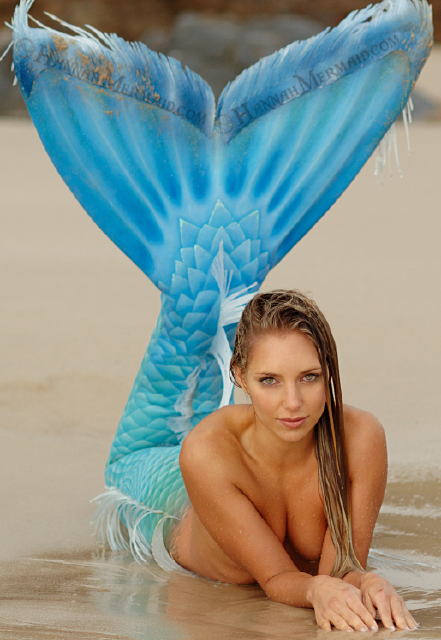
Hannah Fraser als Hannah Mermaid, 2006.

- Melissa Mermaid Dawn, US-Amerikanerin
- Hannah Mermaid Fraser, geb. 1974, australische Mermaid, Schauspielerin und Model.
- Kathrin Gray, alias Mermaid Kat, Deutsche